# Francisella
Francisella är ett bakteriesläkte som ingår i familjen Francisellaceae och som vid årsskiftet 2017/18 omfattar nio arter och inom dessa åtta underarter enligt LPSN. Släktet har inte stabiliserats taxonomiskt utan reklassificeringar pågår och är svåröverskådligt vilket också framgår ur LPSN. Exempel är bland de senast tillkomna arterna F. persica som 2016 överfördes från släktet Wolbachia i klass Alphaproteobacteria till släktet Francisella i klass Gammaproteobacteria efter PCR-analys, ett taxonomiskt sett avsevärt skifte. Den allmänt mest kända francisellaarten är F. tularensis, som i sin tur kan delas upp i fyra underarter av vilka åtminstone två eller möjligen tre orsakar harpest (tularemi) med olika svårighetsgrad och geografisk utbredning.
Bakteriesläktet har fått namn efter den amerikanske bakteriologen Edward Francis, som ingående undersökte orsaken till harpest och gav sjukdomen namnet "tularemia" efter länet Tulare County i Kalifornien där det var ett omfattande utbrott. 

## Morfologi och laboratoriediagnostik
Francisella är små korta gramnegativa stavbakterier (kockobaciller) som färgas dåligt av den röda safraninfärgen vid gramfärgning och därför kan vara svåra att upptäcka vid vanlig mikroskopering. I den logaritmiska tillväxtfasen är bakterierna enhetligt färgade medan de i den stationära fasen, när själva cellförökningen mer eller mindre har upphört är det framför allt polerna (ändarna) som färgas så den kockoida strukturen framträder tydligare.
Bakterierna är aeroba och kräver komplexa laboratoriemedier och växten sker långsamt, vanligen 2-3 dygn innan de syns på agarplattorna. Biokemiskt är bakterierna relativt inerta och jäser även olika sockerarter dåligt, vilket medför att de är svåra att artbestämma med konventionella laboratoriemetoder. Under senare tid har diagnostiken underlättats med tekniskt instrumentella metoder som MALDI-TOF, PCR och 16S rRNA för säkrare artbestämning. Svårigheterna avspeglas också i den svåröverskådliga och ännu ej stabila taxonomin, så att även i facklitteratur utgiven 2017 blandas begreppen.

## Sjukdomar
Harpest, tularemi, är den mest kända sjukdomen och orsakas av någon av underarterna i F. tularensis-komplexet. Sjukdomar som orsakas av F. philomiragia är mycket ovanliga som sjukdomsorsak bland människa med endast några tiotal rapporterade fall. Den har med något undantag drabbat personer med bakomliggande nedsatt immunförsvar och sjukdomsfallen har karaktäriserats av sepsis och inte som hudinfektion, som ofta är fallet vid harpest.
Anmärkningsvärt har varit att det har funnits ett samband vid drunkningsincidenter i salt- eller brackvatten och insjuknande efteråt på grund av F. tularensis subsp. novicida eller F. philomiragia medan det vid motsvarande olyckor i sötvatten har varit de bakteriestammar som normalt orsakar harpest som då har förorsakat lunginflammation.
Övriga francisellaarter är mer eller mindre okända som sjukdomsorsaker hos människa.